# Scymnus schmidti
Scymnus schmidti é uma espécie de insetos coleópteros polífagos pertencente à família Coccinellidae.
A autoridade científica da espécie é Fürsch, tendo sido descrita no ano de 1958.
Trata-se de uma espécie presente no território português.